# Alea Iacta Est (videogioco)
Alea Iacta Est è un videogioco di strategia a turni ambientato ai tempi della Repubblica romana e dell'Impero romano. Sviluppato e distribuito dalla AGEOD, il gioco è stato pubblicato il 27 settembre 2012 per Windows.

## Modalità di gioco
In ogni nuova partita, il giocatore si ritrova di fronte ad un elenco di scenari che spazia da campagne relativamente corte ad altre più estese. Mentre gli scenari indipendenti sono limitati nel tempo e si giocano su mappa ridotta, le campagne complete (per esempio la guerra civile tra Cesare e Pompeo) coinvolgono invece teatri operativi molto vasti e centinaia di generali e unità.
Ogni scenario dispone di certi eventi che si attivano o quando una fazione raggiunge determinati requisiti o quando semplicemente si arriva ad un determinato turno. Spesso, tali eventi sono meramente informativi con funzione storica, ma esistono avvenimenti che hanno grande influenza sul gioco, come l'aggiunta o la sottrazione di truppe ad una fazione.

### Condizioni di vittoria
Nel gioco, la vittoria viene determinata alla fine di ogni scenario confrontando i punti di Vittoria (PV) totali di ogni fazione, dove ovviamente vince quella con il maggior numero di tali punti. In alternativa, lo scenario può finire prematuramente se si soddisfano i prerequisiti di vittoria o sconfitta automatica o si verificano le condizioni di morte improvvisa.
I Punti Vittoria / PV si accumulano e si ottengono in base a quante città strategiche si controllano e a quante unità nemiche vengono distrutte. Ogni fazione inizia lo scenario col controllo di una o più città obiettivo, e le altre devono essere sottratte al nemico nel corso della partita. Premendo il tasto F7, si può vedere che ognuna di queste città obiettivo viene elencata accanto al suo valore in punti di Morale Nazionale (MN). L'ottenimento e la perdita di MN come risultato di un cambiamento di controllo di una città obiettivo viene calcolato una sola volta, alla fine del turno. In altre parole, per la conquista o la perdita di una città, si otterrà o si perderà MN solo una volta.
La volontà di lotta delle fazioni, sia in termini di popolazione che in quelli dell'esercito, sta proprio nel Morale Nazionale (MN). Una fazione con un morale nazionale elevato sarà più disposta a resistere allo sforzo sul campo di battaglia, mentre un morale nazionale basso denota stanchezza e sconfitta. Nel gioco si vince o si perde istantaneamente raggiungendo il limite massimo o minimo di MN; si ottengono questi punti catturando una città/regione obiettivo, vincendo battaglie, e resistendo per determinati turni di fronte a un attacco, mentre li si perdono perdendo posizioni importanti, perdendo una battaglia, o quando un generale muore o perde esperienza o quando le truppe si stancano. Tale morale è anche un modificatore di coesione massima della unità, produzione di forniture e accumulo di denaro. Vincere una campagna o uno scenario raggiungendo il limite massimo di MN sarà una vittoria totale, mentre farlo accumulando più PV del rivale sarà una vittoria minore. Secondo la regola base, ogni 10 punti MN l'efficienza dell'intera fazione cambia del 5%, sia positivo che negativo.

### Gestione militare
Il reclutamento delle unità ha dei criteri piuttosto complicati: esso presenta ad esempio dei limiti, anche perché non tutte le unità vanno addestrate nello stesso posto, o subito a causa delle risorse e della popolazione insufficienti, del limite massimo raggiunto in generale o nella regione, del controllo militare insufficiente, della scarsa lealtà, dell'assenza di una struttura specifica o dell'assenza di un porto nel caso di una nave. Logicamente, alcune unità sono esclusive in alcune zone del teatro operativo, o nella capitale.
Per ingaggiare battaglia basta spostare l'icona di un esercito a quella di un'armata avversaria. Esistono 4 atteggiamenti disponibili: Assalto, Offensivo, Difensivo e Passivo.
Le regole di scontro (RDS) variano in base all'atteggiamento assegnato alla forza: l'atteggiamento Assalto detiene quattro sotto-atteggiamenti chiamati Attacco totale, Attacco prolungato, Attacco conservatore e Attacco sonda, mentre gli altrettanti di quello Difensivo sono Tieni duro a tutti i costi, Difendi, Difendi e ritirati e Ritirati se ingaggiato.

### Politica e diplomazia
Il controllo militare su una regione si esprime attraverso una percentuale. In una regione "contestata", il controllo è diviso tra entrambe le fazioni. Un giocatore avrà il controllo totale su una regione se la domina al 100%, e parziale se la controlla tra il 51% e il 100%. Tale controllo militare si ottiene mantenendo unità militari in una regione per un certo periodo di tempo, che dipende da diversi fattori, di cui la più importante è la dimensione dell'unità: maggiore è l'esercito, più rapidamente si ottiene il 100%. Inoltre, una fazione con un livello di lealtà di almeno 51% in una regione ne vedrà aumentare il controllo anche se priva di unità.

## Contenuti scaricabili
- Birth of Rome: questo primo DLC è uscito il 30 gennaio 2023 e contiene 5 nuovi scenari: la terza guerra sannita, la lotta contro i Galli Senoni, le guerre pirriche, la prima guerra punica (disponibile anche in una versione più breve che inizia nel 256 a.C.) e la guerra dei mercenari (dove stavolta Roma sta a guardare mentre si gioca nei panni di Cartagine o dei mercenari ribelli).
- Cantabrian Wars: questo DLC è uscito il 4 novembre 2014, ma la particolarità è che è disponibile gratuitamente per i possessori della versione italospagnola FX Interactive. Questo pacchetto include un nuovo scenario, appunto le guerre cantabriche.
- Spartacus: uscito anch'esso il 4 novembre 2014, questo DLC contiene un altro scenario, la terza guerra servile.
- Hannibal Terror of Rome: questo DLC uscito il 13 ottobre 2015 include cinque nuovi scenari: la prima guerra illirica, la guerra cisalpina, la seconda guerra punica, la campagna dopo Canne (dove si controlla Roma dopo la catastrofe nella famigerata battaglia) e la spedizione di Scipione l'Africano.
- Parthian Wars: quest'ultimo DLC, uscito sempre il 13 ottobre 2015, include cinque nuovi scenari, quattro storici e uno ipotetico: la campagna di Carre, la spedizione di Marco Antonio, la campagna di Traiano, la guerra di Alessandro Severo e la vendetta di Giulio Cesare in Partia (44 a.C.).

## Accoglienza
| Testata        | Giudizio |
| -------------- | -------- |
| Destructoid    | 8/10     |
| Absolute Games | 75%      |
| 4Players.de    | 72/100   |

Destructoid lo ha votato con un 8/10, considerandolo degno del costo e del tempo spesi, e uno degli strategici ambientati nell'antica Roma più complessi e aderenti alla storia, pur richiedendo molta pazienza a causa dei numerosi contenuti e dell'enorme complessità.